# El Cavaller de Vidrà

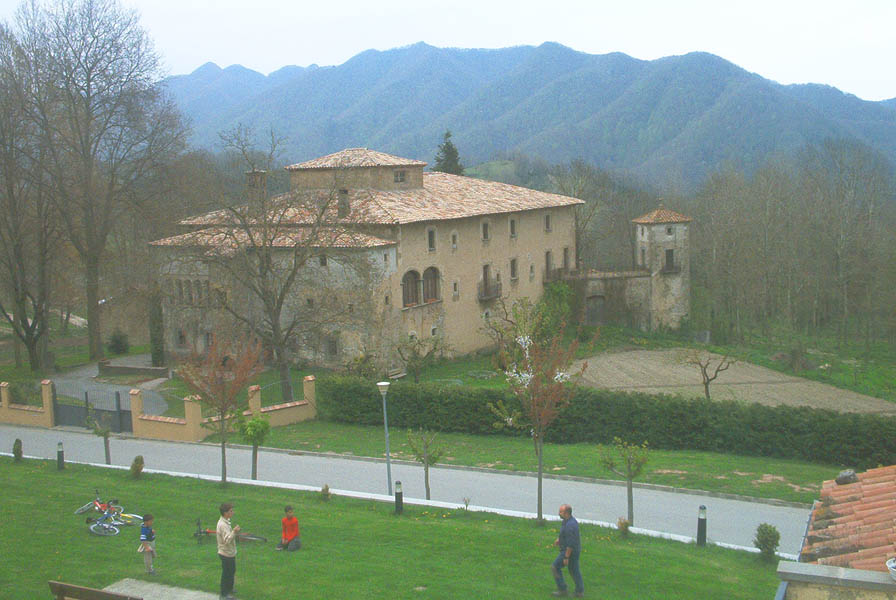
Vista general de la masía.

El Cavaller de Vidrà es una masía del término municipal de Vidrá, en Osona, considerada como una de las más importantes de Cataluña. El actual edificio es un notable ejemplo de la arquitectura barroca catalana de 1787.
Los inicios de la masía se remontan al siglo XIII; Guillem Cavaller adquirió una casa en la sagrera de Vidrá. Durante más de doce generaciones la casa perteneció a la misma familia, hasta que en 1640 la pubilla de la familia contrajo matrimonio con el heredero de la familia Vila de Buscarons.
El 1771 el entonces propietario Francisco Vila Cavaller contrató un arquitecto de origen francés para construir una nueva casa en el mismo lugar donde estaba edificada la finca inicial, con el objetivo de darle un regalo y una sorpresa a su mujer, Josefa Pons. El hecho fue noticia en la zona y durante un tiempo la vivienda se conoció como La Casa Nueva de Vidrá, su construcción había tenido un coste de unas 9.500 libras.
Se edificó una casa atípica en la zona, ya que se trataba de una casa señorial de montaña, de tres plantas, hecha de una sola pieza y sólo un estilo arquitectónico, con interiores muy bien iluminados y un cuerpo central sobresaliente al centro del edificio. Las habitaciones contaban con balcones y ventanas. Además, el edificio tenía una pequeña capilla de estilo barroco, dedicada a la Virgen de la Merced.
Con los años, la finca pasó a ser propiedad de la familia  Vila i d'Abadal. Durante las Guerras Carlistas fue utilizada como cuartel general y escuela militar.